# María Antonieta Duque
María Antonieta Duque  (Caracas, Venezuela, 1970. március 2. –) venezuelai színésznő, humorista.

## Élete
María Antonieta Duque 1970. március 2-án született Caracasban. Két bátyja van és egy ikertestvére, Mariana. Karrierjét 1989-ben kezdte a Bienvenidosban. Első telenovellaszerepét 2000-ben kapta. 2003-ban az Ángel rebelde című sorozatban Rubí szerepét játszotta. 2011-ben megkapta Vilma Bravo szerepét a La viuda jovenben.

## Filmográfia

### Telenovellák
- Amantes de luna llena (2000/Venevisión)...Angélica
- Nők háborúja (Guerra de mujeres) (2001/Venevisión)...Blanquita
- Las González (2002/Venevisión)...Gardenia
- Ángel rebelde (2003-2004/Venevisión)...Rubí
- El amor las vuelve locas (2005/Venevisión)..Amapola
- Voltea pa' que te enamores (2006-2007/Venevisión)...Matilde Sánchez
- ¿Vieja yo? (2008-2009/Venevisión)...Tamara Lujan de Fuentes / Maricarmen
- Tomasa Tequiero (2009/Venevisión)...Roxana
- La viuda joven (2011/Venevisión)...Iris Fuenmayor / Vilma Bravo
- A sors hullámain (Natalia del mar) (2011-2012/Venevisión)...Önmaga
- El árbol de Gabriel (2012/Venevisión)...Angie barátja
- Válgame Dios (2012/Venevisión)...Gloria Zamora
- Corazón Esmeralda (2013-2014/Venevision)...Blanca Aurora López

### Programok
- Bienvenidos (1989-2000/Venevision)... Különböző szerepek